# La llegenda del Zorro
La llegenda del Zorro (títol original en anglès: The Legend Of Zorro) és una pel·lícula estatunidenca dirigida per Martin Campbell i estrenada l'any 2005. Ha estat doblada al català. És la continuació del film La màscara del Zorro de Martin Campbell estrenat l'any 1998.

## Argument
Malgrat la promesa feta deu anys abans a la seva dona Elena, Alejandro ha d'enfilar novament el repte de Zorro per combatre un complot dels Cavallers d'Aragó que pretenen impedir que Califòrnia s'integri als Estats Units com a Estat de la Unió.

## Repartiment
- Antonio Banderas: Don Alejandro de la Vega / Zorro
- Catherine Zeta-Jones: Elena de la Vega
- Rufus Sewell: Armand
- Adrian Alonso: Joaquin de la Vega
- Alberto Reyes: Pare Ignacio
- Juliol Oscar Mechoso: Frey Felipe
- Gustavo Sánchez Parra: Guillermo Cortez
- Nick Chinlund: Jacob McGivens
- Giovanna Zacarias: Blanca Cortez
- Michael Emerson: Harrigan
- Shuler Hensley: Pike
- Pedro Armendariz Jr.: Governador Riley
- Mary Crosby: Dona del governador
- Mauricio Bonet: Don Verdugo
- Fernando Becerril: Don Diaz
- Xavier Marc: Don Robau
- Pepe Olivares: Phineas Gendler
- Alexa Benedetti: Lupe
- Tony Amendola: Pare Quintero
- Brandon Wood: Ricardo
- Alejandro Galan: Policia
- Leo Burmester: Coronel Beauregard
- Tina French: Pagesa
- Rayo Rojas: Jugador de polo
- Raúl Mendez: Ferrog
- Mar Carrera: Marie
- Pedro Altamirano: Propietari del saloon
- Alfredo Ramírez: Guàrdia
- Juan Manuel Vilchis: Guàrdia
- Antonio Gallegos: Guardià de la presó
- Pedro Mira: Abraham Lincoln

## Banda original
La música original del film ha estat composta per James Horner.

## Al voltant de la pel·lícula
- Aquest film és la continuació del La màscara del Zorro estrenada l'any 1998.
- Una picada d'ull al film Indiana Jones i l'Última Croada pot ser vist quan el Zorro es troba a la presó: en efecte, un dels agents, mostrant la seva màscara, li diu: « La seva plaça és a un museu. I la vostra també! », a 1h16min.40, és una rèplica que es troba al començament de la tercera part de la saga de Steven Spielberg, aquí productor executiu.
- Crítica: "La llegenda del Zorro comet un munt de pecats cinematogràfics, però un és mortal: converteix a la magnífica Elena en una rondinaire. (...) Puntuació: ★½ (sobre 4)"[3]